# Finneråger en deel van Sandby
Finneråger en deel van Sandby (Zweeds: Finnerånger och del av Sandby) is een småort in de gemeente Tierp in het landschap Uppland en de provincie Uppsala län in Zweden. Het småort heeft 79 inwoners (2005) en een oppervlakte van 42 hectare. Het småort bestaat uit de plaats Finneråger en een deel van de plaats Sandby.